# Клод Дамбюрі
Клод Дамбюрі (фр. Claude Dambury, нар. 30 липня 1971, Каєнна, Франція) — гвіанський французький футболіст, що грав на позиції захисника. Виступав за національну збірну Французької Гвіани.

## Клубна кар'єра
У дорослому футболі дебютував 1993 року виступами за команду клубу «Геньйон», в якій провів п'ять сезонів, взявши участь у 142 матчах чемпіонату. Більшість часу, проведеного у складі «Геньйона», був основним гравцем захисту команди.
Своєю грою за цю команду привернув увагу представників тренерського штабу клубу «Гамба Осака», до складу якого приєднався 1998 року. Відіграв за команду з Осаки наступні три сезони своєї ігрової кар'єри.
Згодом з 2001 по 2003 рік грав у складі команд клубів «Кретей» та «Мартіг».
Завершив професійну ігрову кар'єру у клубі «Реймс», за команду якого виступав протягом 2003—2005 років. Потому ще чотири роки виступав за аматорський гвіанський клуб «Макур'я», і в 2009 завершив кар'єру гравця.

## Виступи за збірну
2008 року провів два офіційних матчі у складі національної збірної Французької Гвіани.